# Bellaphon Records
Bellaphon Records est un label major allemand.

## Histoire
Avec son épouse Jutta Riedel, qui dirige une maison de disques à Francfort, Branko Zivanovic fonde le label Bellaphon à Francfort. La société connaît un grand succès en reprenant le label américain Fantasy Records et met ainsi sur le marché en Allemagne toutes les créations de Creedence Clearwater Revival. Au fil du temps, de nombreux labels collaborent, comme Penny Farthing, Deutsche Vogue, Milestone Records, Barclay Records... Les ventes ont lieu avec des contrats d'approvisionnement pour le marché des forces armées américaines en Allemagne.
Le sous-label Bacillus Records est fondé par le producteur Peter Hauke et présente Nektar, Omega, Karthago, Steamhammer et Wolfgang Ambros. Une filiale est fondée en Autriche.
La société vend des enregistrements sous les labels Bellaphon, Bacillus et L&R.
Les labels, distribués par Bellaphon, incluent 2entertain, Sun Entertainment, Metal Enterprises, Hot Records, Rolled Gold, Jazzmen, Plaza Records et Premium Music.
En 1980, Bellaphon reprend la commercialisation des produits du label américain Boardwalk en Allemagne, en Grande-Bretagne, en Autriche et en Suisse.
Après la mort de Branko Zivanovic, sa femme continue l'activité.

## Genres et artistes produits
Bellaphon commercialise des artistes de schlager, jazz, rock, pop, reggae et dancehall, punk, heavy metal et world music. Elle distribue Die Flippers, Die Amigos, Wolfgang Ambros, Franz Lambert, Nektar, Loveland, Papa Wemba, Helden von Gestern et Hills of Kings. Il a aussi republié des albums d'artistes comme Edith Piaf, Bob Marley, Johnny Cash, Stevie Wonder, Michael Jackson, Diana Ross, Creedence Clearwater Revival, John Fogerty, Neil Diamond...

## Source de la traduction
- (de) Cet article est partiellement ou en totalité issu de l’article de Wikipédia en allemand intitulé « Bellaphon Records » (voir la liste des auteurs).